# Дети четверга
«Дети четверга» (англ. Thursday's Children) — короткометражный документальный фильм режиссёров Линдсея Андерсона и Гая Брентона, снятый в 1954 году. Лента получила премию «Оскар» за лучший короткометражный документальный фильм, а также номинировалась на премию BAFTA за лучший документальный фильм.

## Сюжет
В начале фильма звучит известный детский стишок Monday’s Child, к которому и отсылает название картины. Главные герои — глухие дети, делающие первые шаги на пути к овладению речью. То, что у обычных детей происходит легко и просто, здесь требует больших усилий со стороны учащихся и педагогов: дети должны научиться распознавать звуки визуально, с помощью картинок и чтения по губам, или тактильно (например, при прикосновении к лицу). Но, что не менее важно, в процессе обучения они начинают общаться друг с другом и получать от этого удовольствие, как и обычные дети. Фильм был снят в Королевской школе для глухих детей (англ.) в Маргите.